# Blanda Stipetić
Blanda Stipetić (Vrbovsko, 27. lipnja 1889. - jama Jazovka, 30. lipnja 1945.), hrvatska katolička redovnica, sestra milosrdnica, žrtva jugoslavenskog komunističkog režima. Pokrenut je postupak beatifikacije s. Blande, zajedno s još šest susestara koje su bile žrtve mučeništva.

## Životopis

### Služba
Rođena je 27. lipnja 1889. u Vučinićima nedaleko Vrbovskog, od oca Ivana i majke Marije, rođ. Kučević. Godine 1912. stupila je u samostan, a 1914. nakon položenih zavjeta otputovala je u Bugarsku i radila u Sofiji u domu za nezbrinutu djecu. U Drinopolju, današnja Turska, radi kao poglavarica u internatu i pri kraju Prvoga svjetskog rata vraća se u domovinu gdje završava učiteljsku školu. Družba je šalje u Beč na učiteljsku školu za bolničare. Po završenoj školi preuzima nastavničko mjesto, najprije na Državnoj bolničkoj školi u Zagrebu, na Mlinarskoj cesti, a kasnije na bolničkoj školi Sestara milosrdnica koja je neko vrijeme radila u Kući matici, a kasnije je škola premještena u sklop Družbine opće javne bolnice na Vinogradskoj cesti. U razvitak te bolnice uložila je sve svoje snage i mnogo je učinila za naobrazbu sestara bolničarki. Težište svoga rada položila je na odgoj. Mnogo se žrtvovala da bi sestre bolničarke cijenile svoj redovnički poziv, a da se i stručno uzdignu. Sestre bolničarke je upućivala da visoko cijene svoj poziv i da mu savjesno služe. Imala je velike ambicije za unaprjeđenje svih radnih područja družbe. Godine 1939. ušla je kao savjetnica u Vrhovnu upravu te je u tom razdoblju razvila veliku djelatnost.

### Smrt
Godine 1945., nakon dolaska partizana u Zagreb, sestra Blanda je radila u bolnici u Vinogradskoj, na dječjem odjelu, te je, između ostalog, sakrivala svoga rođaka Stjepana Hripka, koji je bio hrvatski časnik bez počinjenog zločina. Netko od osoblja bolnice prijavio je sestru Blandu OZNA-i, a OZNA sestru Blandu i njezinog rođaka Hripka 9. lipnja 1945. odvodi iz bolnice, zajedno sa s. Beatom, s dječjega odjela, na kojemu su bila sklonjena i dvojica ranjenika koji su odvedeni zajedno s njima. 
Sestra Blanda je u montiranom procesu, kojeg je vodio notorni komunistički tužitelj Vlado Ranogajec, zajedno sa stotinama Hrvata osuđena na smrt strijeljanjem.
Družba sestara milosrdnica sv. Vinka Paulskog u Zagrebu je poslije mučeničke smrti sestre Blande dobila obavijest od jugokomunističkih vlasti:
Vojni sud Komande grada Zagreba, presudom ovog Suda broj 290 od 29.6.1945. presuđena je Blanda Stipetić na kaznu smrti strijeljanjem i trajan gubitak građanske časti i konfiskaciju imovine. Presuda je izvršena dana 30. 6. 1945. Smrt fašizmu – sloboda narodu!